# Иоганн Альберт Мекленбург-Шверинский
Иоганн Альберт Эрнст Константин Фридрих Генрих Мекленбург-Шверинский (нем. Johann Albrecht, Herzog zu Mecklenburg-Schwerin; 8 декабря 1857, Шверин — 
16 февраля 1920, дворец Вилиград) — герцог Мекленбург-Шверина, регент Мекленбург-Шверина в 1897—1901 годах, генерал кавалерии прусской армии.

## Биография
Иоганн Альберт был пятым ребёнком в семье великого герцога Мекленбург-Шверина Фридриха Франца II и его первой жены принцессы Августы Рейсс-Шлейц-Кестрицской. Его сводным братом был путешественник по Африке и губернатор Того в 1912—1914 годах, спортивный функционер Адольф Фридрих Мекленбургский.
Иоганн Альберт изучал юриспруденцию и философию в Дрездене и Бонне, затем был зачислен в королевский прусский лейб-гвардии гусарский полк, в котором состоял на службе до начала Первой мировой войны в звании генерала кавалерии.
После смерти брата, великого герцога Фридриха Франца III, в 1897—1901 годах Иоганн Альберт выполнял функции регента при несовершеннолетнем племяннике, великом герцоге Фридрихе Франце IV. 28 мая 1907 года Иоганн Альберт был выбран регентом Брауншвейгского герцогства, трон которого пустовал с 1884 года. Этот пост Иоганн Альберт занимал до прихода к власти правящего герцога Эрнста Августа Брауншвейгского в ноябре 1913 года.
Иоганн Альберт проявлял большой интерес к колониальной политике Германии и в 1882 году ушёл с действительной военной службы, чтобы участвовать в работе Германского колониального общества. Ещё в молодости Иоганн Альберт провёл продолжительное время в поездках по Африке и Азии. 15 января 1895 года герцог был единогласно избран председателем Германского колониального общества и активно занимался его делами. Например, он пытался решить вопрос нехватки женского населения в Германской Юго-Западной Африке и вёл соответствующую пропагандистскую работу среди немецких невест. Во время колониальных войн в Германской Восточной и Юго-Западной Африках Иоганн Альберт взял на себя заботу об «правдивом» имидже немецких колониальных войск в глазах общественности. Под председательством Иоганна Альберта в Берлине состоялось три Германских колониальных конгресса, на которых колониальная идея получила своё углублённое обоснование не только с точки зрения географии, этнографии, тропической медицины и колониального права, но и в разрезе «колониальных наук». Особое значение Иоганн Альберт уделял переселению немцев в колонии, а также в Латинскую Америку. Вплоть до его роспуска в 1908 году Иоганн Альберт состоял в Колониальном совете, а также в Колониальном экономическом комитете, которые функционировали при имперском правительстве. Герцог считался пропагандистом расширения колониальных прав Германии и после начала войны в 1914 году выступал за консолидацию германской территории в Центральной Африке, в которую должны были войти почти все колонии Франции, Бельгии, Португалии и Великобритании в Тропической Африке.
В 1915 году Иоганн Альберт выступил посредником при заключении соглашения с Болгарией о её вступлении в войну на стороне центральных держав. Летом 1917 года Иоганн Альберт был избран почётным председателем аннексионистской Немецкой отечественной партии. С 1900 года герцог председательствовал в информационном комитете Центрального справочного центра для переселенцев и патронировал Главное объединение немецких флотов за рубежом. С 1898 года занимал должность председателя благотворительной лотереи, оказывал поддержку Германской колониальной школе сельского хозяйства, торговли и ремёсел.
Герцог Иоганн Альбрехт был женат дважды и имел внебрачную дочь под именем Катерина Меклембург-Шверинская. Первым браком сочетался с принцессой Елизаветой Саксен-Веймарской (1854—1908), после её смерти женился 15 декабря 1909 года на княжне Елизавете Штольберг-Росласской (1885—1969). В конце 1909 года вместе со второй супругой предпринял поездку в Восточную Азию, откуда возвращался в Германию по Транссибирской железной дороге.
Умер в построенном им дворце Вилиград в 62 года, уже после отречения последнего великого герцога Мекленбург-Шверинского Фридриха Франца IV и падения монархии, как считается, от разочарования в проигранной войне. Похоронен в Доберанском монастыре.